# Saliou Coumbassa
 (août 2019).
Pour les articles homonymes, voir Saliou et Coumbassa.
Saliou Coumbassa, né le 2 février 1932 à Baralandé dans la préfecture de Boké en Guinée et mort le 30 septembre 2003, est une personnalité politique guinéenne, ancien ambassadeur et ministre.

## Biographie

### Enfance, formation et débuts
Saliou Coumbassa est le fils d'Alpha Daouda Coumbassa, chef de canton de Baralandé, et de Salématou Sy, une peule d'origine toucouleur, qui meurt deux mois après sa naissance. Il reçoit l'éducation de sa grand-mère maternelle, Bintou Doumbouya.
Il fréquente l'école élémentaire de Boké Centre, où il obtient le certificat d'études primaires en juin 1944. Bokar Marega, un des premiers instituteurs de la localité assure alors son enseignement. Après avoir passé le concours à l'école Camille Guy, à Conakry, il est admis, en 1945, au collège de Bingerville, dans la banlieue abidjanaise, en Côte-d'Ivoire. Il y a pour condisciples Ousmane Keita, Sana Sylla, Alpha Bakar Barry et Charles Diane. Admis au lycée Van Vollenhoven de Dakar. En 1949, il y obtient les deux baccalauréats, avant d'entrer à l'École normale William-Ponty, où il devient instituteur certifié de l'enseignement élémentaire.
Après son service militaire, il rentre en Guinée, en 1957 et enseigne à l'École d'application de Kindia Wassou. Il y a pour collègue le poète et écrivain David Diop. Toujours à Kindia, il enseigne à l'École élémentaire de Friguiagbé, où il assume, pendant un temps, les fonctions de directeur.
En 1960, il bénéficie d'une bourse d'études à la faculté des lettres et sciences humaines de Bordeaux en France. Il accomplit alors en deux ans un cycle de trois années universitaires et obtient une licence. Sa formation se poursuit à l'Institut supérieur de littérature comparée de Gironde, toujours à Bordeaux, avec l'objectif de devenir professeur de lettres.

### Carrière dans l'enseignement
Après le Diplôme d'enseignement supérieur à l'Institut, il envisage de passer l'agrégation. Mais sa bourse n'est pas prolongée et il rentre alors en Guinée, en 1963, pour enseigner au cours normal de Kindia Wassou, en qualité de professeur de français.
En 1964, il devient proviseur du lycée classique du quartier de Donka. Il y assure parfois quelques cours. En 1965, il devient inspecteur d'académie à Kankan, chef-lieu de la région Haute-Guinée, puis à Labé, en Moyenne-Guinée. En 1969, il est inspecteur général de l'enseignement au ministère de l'Éducation nationale.

### Carrière politique
En 1970, le président Ahmed Sékou Touré le nomme secrétaire d'État à la justice, poste où il succède à Mohamed Kassory Bangoura. Il subit une arrestation en 1971 et passe neuf ans, six mois et dix-sept jours en prison. Libéré, en 1981, du camp Boiro, il reste à l'écart de la vie publique jusqu'en 1984, année du décès du président Ahmed Sékou Touré et de la prise du pouvoir par l'armée. Il est alors réhabilité. Au cours des États généraux de l'éducation, en juin 1984, il est l'un des initiateurs du projet de refonte et de réaménagement du système éducatif guinéen.
Il est ensuite accrédité comme ambassadeur de Guinée aux Nations unies (ONU). Il est suppléant d'Elhadj Abdourahamane Sow à la première commission, lors de la 40e session de l'Assemblée générale, en 1985. Le 22 décembre 1985, le président de la République, le général Lansana Conte, le nomme ministre de l'éducation nationale et de la recherche scientifique. Lors du remaniement ministériel de février 1990, il devient ministre des affaires sociales et de l'emploi jusqu'en février 1991.
Il prend alors sa retraite. Il meurt le mardi 30 septembre 2003.

## Prix et distinctions
- Commandeur de l'ordre des Palmes académiques

En novembre 1986, à l'occasion de la visite officielle de François Mitterrand, président de la République française, Saliou Coumbassa, alors ministre de l'éducation nationale et de la recherche scientifique, reçoit la dignité de commandeur des palmes académiques de France.